# Route européenne 391
Pour les articles homonymes, voir E391 (homonymie) et Route 391.
La route européenne 391 est une route reliant Trosna à Hloukhiv.